# Cetu Javu
Cetu Javu [ˈsetyʒa'vy] est un groupe de synthpop allemand, originaire de Hanovre. Il est formé en 1984 par Chris Demere (synthétiseur/guitare), Javier Revilla-Diez (chant, un Espagnol d'origine), Torsten Engelke (synthétiseur) et Stefan Engelke (synthétiseur).

## Biographie
Le groupe est formé en 1984 par le musicien Chris Demere et le chanteur espagnol Javier Revilla-Diez à Hanovre. Après quelques changerments, la formation se compose en 1985 de Chris Demere, Javier Revilla-Diez, et des frères Stefan et Torsten Engelke. Cetu Javu fait quelques apparitions en direct et participe en 1985 à une compétition junior où ils terminent à la troisième place, ce qui leur permet d'enregistrer en studio professionnel. Les premières démos incluent A Never-Do-Well, Coming Through et Don't Forget.
Le 11 décembre 1986, le groupe joue en soutien à Erasure, qui est alors une tournée en Allemagne. Le 14 février 1987, Cetu Javu joue au Capitole de Hanovre. Après de nombreuses tentatives de signer un contrat d'enregistrement, Chris Demere fonde son propre label, Deme Records, apparu au printemps 1987, qui sort en 1 000 exemplaires leur premier maxi single, Help Me Now!. D'autres concerts suivent, dont un le 5 juin 1987 au théâtre Seraphin de Hanovre. Ils sont accompagnés par le groupe de hip-hop The Incredible Ray Rockers and the Night Show.
Le 26 juin 1987, le groupe donne une interview à Sender Freies Berlin (SFB) et se produit le lendemain au KOB à Berlin-Schöneberg, Potsdamer Straße 157. Le 29 août 1987, Cetu Javu présente une nouvelle chanson lors d'un concert au fan club de Depeche Mode à Hambourg, qui allait devenir l'une de ses plus grandes réussites : Situations. Le 18 septembre 1987, ils jouent un concert à Bad Segeberg. Le groupe suscite l'intérêt du label SPV avec ses démos et le maxi single Help Me Now!. Cependant, après un certain temps, les négociations avec SPV restent au point mort. Les plans pour publier le deuxième maxi single, Situations, tombent à l'eau. Le premier album du groupe, également prévu pour 1987, n'est pas publié pour des raisons financières, malgré les chansons déjà pré-produites,.
Avec l'aide de Sebastian Koch, rédacteur en chef de New Life Soundmagazine, le 20 janvier 1988, et de son label Techno Drome International, le groupe signe chez ZYX Music pour une durée de deux ans, et commence à travailler sur le maxi single Situations. Situations est enregistré sans la participation de Koch, prévu à la production, et publié en avril 1988 sur TDI/ZYX Records. Aux États-Unis, en particulier sur les côtes Ouest et Est, le titre devient un hit figurant dans le top 75 des charts américains Billboard. En Allemagne, entre-temps, un concert avec le groupe de pop OKAY est annoncé pour le 17 juin 1988 à Hambourg, mais aboutit à des divergences de goût de la part d'OKAY quatre jours avant le concert. Un mois plus tard, Cetu Javu fait sa première apparition à la télévision espagnole, où ils jouent la chanson Quién lo sabía?, la face B du maxi single Situations.
Après quelques complications pendant les enregistrements en studio et divers désaccords avec ZYX Records, le troisième EP, Have in Mind, est publié le 27 décembre 1988, suivi par So Strange et A dónde en 1989. Le groupe tourne de nouveau, et les morceaux deviennent des tubes. À cette période, Stefan Engelke quitte Cetu Javu et est remplacé par Thorsten « Todde » Kraass.

## Membres
- Javier Revilla-Diez - chant
- Chris Demere - synthétiseur, guitare
- Torsten Engelke - synthétiseur
- Thorsten « Todde » Kraass - synthétiseur
- Stefan Engelke - synthétiseur (1984–1989

## Discographie

### 45 tours
- 1987 : Help Me Now! (45 tours, 33 tours)
- 1988 : Situations (45 tours, 33 tours, 3" CD)
- 1988 : Have in Mind (33 tours, 5" CD)
- 1989 : So strange (33 tours, 5" CD)
- 1989 : A dónde (45 tours)
- 1991 : ¿Por qué? (45 tours, 33 tours)
- 1992 : Dame tu Mano (45 tours, 33 tours)
- 1993 : Una Mujer (33 tours, 5" CD)
- 1994 : ¿A dónde? (Remix) / Una Mujer (33 tours)
- 1994 : ¿Por qué? (Remix) (33 tours)
- 1994 : Tiempo (Remix) (33 tours)
- 1999 : Have in Mind / Situations (5" CD)
- 2004 : Situations (Remixes) (33 tours)

### 33 tours
- 1990 : Southern Lands (33 tours, CD, cassette audio)
- 1992 : Where is Where… (33 tours, CD, cassette audio)
- 1994 : Tiempo de Remixes (CD, Remix-collection)
- 2006 : 12" Singles Collection (CD, Remix-collection du Brésil)